# Koczkodan rudoogonowy
Koczkodan rudoogonowy, koczkodan askanius (Cercopithecus ascanius) – gatunek ssaka naczelnego z podrodziny koczkodanów (Cercopithecinae) w obrębie rodziny koczkodanowatych (Cercopithecidae).

## Taksonomia
Gatunek po raz pierwszy zgodnie z zasadami nazewnictwa binominalnego opisał w 1799 roku francuski przyrodnik Jean-Baptiste Audebert, nadając mu nazwę Simia ascanius. Audebert nie wskazał miejsca typowego, w ramach późniejszego oznaczenia w 1969 roku António de Barros Machado jako miejsce typowe wyznaczył dolny bieg rzeki Kongo, północno-zachodnia Angola. Audebert swój opis oparł na ilustracji małpy, która żyła przez pewien czas w menażerii Muséum François.
Dane genetyczne sugerują stosunkowo niedawną dywergencję C. ascanius z grupy gatunkowej cephus. Ten wielo-taksonowy gatunek wymaga dalszych badań w celu oceny taksonomicznej odrębności typów geograficznych. 
Autorzy Illustrated Checklist of the Mammals of the World rozpoznają pięć podgatunków. Podstawowe dane taksonomiczne podgatunków (oprócz nominatywnego) przedstawia poniższa tabelka:
| Podgatunek       | Oryginalna nazwa                  | Autor i rok opisu  | Miejsce typowe                                                                        | Holotyp |
| ---------------- | --------------------------------- | ------------------ | ------------------------------------------------------------------------------------- | --- |
| C. a. atrinasus  | Cercopithecus ascanius atrinasus  | A.B. Machado, 1965 | Skrajnie północno-zachodnia część prowincji Lunda Północna, Angola.                   | |
| C. a. katangae   | Cercopithecus ascanius katangae   | Lönnberg, 1919     | Kinda, Katanga, Demokratyczna Republika Konga.                                        | 2 syntypy ze zbiorów Królewskiego Muzeum Afryki Środkowej: płaska skóra i czaszka bez żuchwy dorosłego samca (sygnatura RMCA 3504), okaz zebrany 14 marca 1915 roku; płaska skóra i czaszka dorosłej samicy (sygnatura RMCA 3505), okaz zebrany 16 marca 1915 roku. |
| C. a. schmidti   | Cercopithecus schmidti            | Matschie, 1892     | Pomiędzy Mengo (Kampala) a brzegami zatoki Murchison, Uganda.                         | Syntypy – dorosły samiec (nr A. 5564) i dorosła samica (nr A. 5569) ze zbiorów Muzeum Historii Naturalnej w Berlinie. |
| C. a. whitesidei | Cercopithecus ascanius whitesidei | O. Thomas, 1909    | Nsoli, Ikau, górny bieg rzeki Lulanga, około 1°N 22°E, Demokratyczna Republika Konga. | Dorosły samiec (sygnatura BMNH Mammals 1911.10.19.1) ze zbiorów Muzeum Historii Naturalnej w Londynie; okaz zebrał 15 lipca 1909 roku H.M. Whiteside. |

### Etymologia
- Cercopithecus: gr. κερκοπίθηκος kerkopithēkos „małpa z długim ogonem”, od gr. κερκος kerkos „ogon”; πιθηκος pithēkos „małpa”[36].
- ascanius: w mitologii greckiej Askaniusz (gr. Ἀσκανιος Askanios, łac. Ascanius) był królem Latynów i założyciel Alby Longi[2].
- atrinasus: łac. ater „czarny”[37]; nasus „nos”[38].
- katangae: Katanga, Demokratyczna Republika Konga[39].
- schmidti: dr. Rochus Schmidt (1860–1938), niemiecki lekarz, członek administracji i sił zbrojnych w Niemieckiej Afryce Wschodniej[40].
- whitesidei: wielebny H.M. Whiteside (daty urodzenia i śmierci nieznane), brytyjski misjonarz baptystyczny w dystrykcie Lulonga w Kongo (obecnie Zair) w 1909 roku[41].

## Zasięg występowania
Koczkodan rudoogonowy występuje w środkowo-zachodniej Afryce, zamieszkując w zależności od podgatunku:
- C. ascanius ascanius – koczkodan rudoogonowy – południowo-zachodnia Demokratyczna Republika Konga (na południe od rzek Kongo i Kasai) i północna Angola (południowa granica to około 8°S i wschodnia granica to około 15°E); widoczny obszar krzyżowania z podgatunkami atrinasus występuje dalej na wschód, ale granice są niepewne.
- C. ascanius atrinasus – koczkodan czarnonosy – znany tylko z niewielkiego obszaru wokół miejsca typowego w północno-zachodniej prowincji Lunda Północna, w północno-wschodniej Angoli.
- C. ascanius katangae – koczkodan katangijski – południowa Demokratyczna Republika Konga (głównie między rzekami Kasai i Lualaba), północno-zachodnia Zambia i północna Angola (do 11°S, 17°E, z wyjątkiem małej enklawy podgatunku atrinasus).
- C. ascanius schmidti – koczkodan czarnolicy – Demokratyczna Republika Konga (na wschód od rzeki Lualaba), zasięg rozciąga się na Ugandę, Rwandę, zachodnie Burundi, południowo-zachodnią Kenię i zachodnią Tanzanię; na północ od rzeki Kongo, na północ i zachód od rzeki Ubangi do Republiki Środkowoafrykańskiej i południowego Sudanu Południowego.
- C. ascanius whitesidei – koczkodan kongijski – Demokratyczna Republika Konga, między rzekami Kongo i Kasai-Sankuru; graniczy z podgatunkiem katangae nieco na południe od Sankuru, z mieszańcami występującymi między rzekami Lualaba i Lomami.

## Morfologia
Długość ciała (bez ogona) samic 34–48,5 cm, samców 43–51,5 cm, długość ogona samic 54–79 cm, samców 60–92 cm; masa ciała samic 1,8–4 kg, samców 3–6 kg. Głowa czarna, z charakterystycznymi białymi plamami na nosie i policzkach. Reszta ciała brązowo-szaro-czarna. Spód ogona kasztanowy. Młode zwierzęta są szare i nie mają plam na policzkach.

## Ekologia

### Tryb życia
Koczkodany prowadzą dzienny tryb życia, najbardziej aktywne są wczesnym rankiem i późnym popołudniem. Żyją w niewielkich grupach składających się zazwyczaj z jednego samca i 11–13 samic. Samice całe życie spędzają w jednym stadzie, samce wędrują, dołączając do różnych grup, a czasem łącząc się w wyłącznie samcze grupy. Terytorium jednego stada wynosi ok. 120 hektarów. Zwierzęta porozumiewają się ze sobą za pomocą dźwięków, zapachów, dotyku, a także języka ciała. Żywią się głównie owocami, dietę uzupełniają liśćmi, kwiatami, pączkami, owadami. Dorosłe osobniki często zbierają jedzenie w policzkach, by móc je potem zjeść z dala od innych małp. Są towarzyskie – często bawią się między sobą, a także z innymi gatunkami małp.

### Rozmnażanie
Sezon rozrodczy trwa cały rok, choć najczęściej małpy rozmnażają się od listopada do lutego. Zwierzęta są poligamiczne – jeden samiec parzy się z kilkoma samicami. Po 6-miesięcznej ciąży samica rodzi jedno młode ważące ok. 0,5 kg. Samice osiągają dojrzałość płciową w wieku 4–5 lat, samce – 6 lat. Zwierzęta mogą dożyć 30 lat.

## Stosunki z ludźmi
Koczkodany rudoogonowe są według człowieka częstymi szkodnikami owocowych plantacji i niszczą dużą część upraw. Są także nosicielami żółtej gorączki, którą mogą zarazić ludzi. Z drugiej strony stanowią składnik diety Afrykanów oraz są częstymi zwierzętami laboratoryjnymi pomocnymi przy badaniu różnego typu chorób.

## Status zagrożenia
W Czerwonej księdze gatunków zagrożonych Międzynarodowej Unii Ochrony Przyrody i Jej Zasobów został zaliczony do kategorii LC (ang. least concern ‘najmniejszej troski’).
Koczkodany są składnikiem diety wielu drapieżników. Polują na nie szympansy zwyczajne (Pan troglodytes), kotowate (Felidae), wojowniki wspaniałe (Stephanoaetus coronatus), węże, a także ludzie. Największym zagrożeniem dla gatunku jest wycinka lasów, a także polowania i trutki wykładane na plantacjach owocowych.